# Sable étoilé
Espèce
Le sable étoilé est constitué par les enveloppes minérales (les tests) qui protègent une espèce de foraminifères, Baculogypsina sphaerulata, de la famille des Calcarinidae.
Certaines îles méridionales du Japon sont célèbres pour leurs splendides plages de sable étoilé. Les îles en question sont concentrées aux alentours d'Okinawa. Les 2 plus célèbres sont:
- Iriomote-jima (西表島),
- Taketomi-jima (竹富島).